# Victor Slezak
Victor Slezak (Youngstown (Ohio), 30 juli 1957) is een Amerikaans televisie- en theateracteur.

## Biografie
Slezak heeft drama gestudeerd aan de HB Studio in Greenwich Village.
Slezak begon in 1984 met acteren voor televisie in de televisieserie The Guiding Light. Hierna heeft hij nog meerdere rollen gespeeld in televisieseries en films zoals The Bridges of Madison County (1995), The Devil's Own (1997), Law & Order (1992-2000), Bride Wars (2009), As the World Turns (2010) en Treme (2011).
Slezak is ook actief in het theater, zowel op Broadway als off-Broadway. 
Slezak is getrouwd en heeft hieruit een kind.

## Filmografie

### Films
Selectie:
- 2024: The Order - als Richard Butler
- 2024: Babygirl - als mr. Missel
- 2020: The Glorias - als editor NY Times Magazine
- 2019: The Report - als senator Jay Rockefeller
- 2011: Abduction – als Tom Shealey
- 2010: Salt – als generaal met één ster
- 2009: Veronika Decides to Die – als Gabriel Durant
- 2009: Bride Wars – als Colson
- 2008: The Sisterhood of the Traveling Pants 2 – als dokter
- 2002: Path to War – als Norman Morrison
- 1998: The Siege – als kolonel Hardwick
- 1998: One Tough Cop – als FBI agent Burt Payne
- 1997: The Devil's Own – als FBI agent Evan Stanley
- 1995: The Bridges of Madison County – als Michael Johnson
- 1995: Beyond Rangoon – als mr. Scott

### Televisieseries
Uitgezonderd eenmalige gastrollen.
- 2019: Succession - als senator Roberts - 2 afl.
- 2019: The I-Land - als dr. Dafoe - 2 afl.
- 2012 - 2018: Blue Bloods - als Bryce Helfond - 8 afl.
- 2013 - 2018: The Americans - als kolonel Rennhull - 3 afl.
- 2016: The OA - als Kevin Harris - 2 afl.
- 2013 - 2016: Hell on Wheels - als Ulysses S. Grant - 6 afl.
- 2015 - 2016: Billy & Billie - als James - 6 afl.
- 2015: The Messengers - als Joshua Silburn sr. - 6 afl.
- 2013: Chicago Fire - als Rick Savrinn - 2 afl.
- 2011 - 2012: Treme – als Enrico Brulard – 5 afl.
- 2011: Mildred Pierce – als dr. Collins – 2 afl.
- 2010: As the World Turns – als Silas Whitman – 12 afl.
- 1998 – 1999: Hyperion Bay – als Bordon Hicks – 6 afl.
- 1984 – 1985: The Guiding Light – als Andy Ferres - ? afl.

## Theaterwerk opBroadway
- 2002 – 2003 The Graduate – als Mr. Robinson
- 1997 – 1998 Jackie – als John F. Kennedy / Ron Galella
- 1995 Garden District – als Dr. Cukrowicz
- 1993 Any Given Day – als John Cleary

- Bibliothèque nationale de France: cb159005401 (data)
- International Standard Name Identifier: 0000 0001 1466 747X
- Library of Congress Control Number: no2002080291
- Nationale Bibliotheek van Israël: 987007432672705171
- Nederlandse Thesaurus van Auteursnamen: 311798535
- Virtual International Authority File: 5265481
- WorldCat: E39PBJkCXFjFQMwPrybt8MKw4q